# 阳城镇 (汾阳市)
阳城镇，原为阳城乡，是中华人民共和国山西省吕梁市汾阳市下辖的一个乡镇级行政单位。2021年5月28日，撤乡设镇。

## 行政区划
阳城镇下辖以下地区：
西阳城村、东阳城村、孝臣村、田屯村、小虢城村、靳屯村、东龙观村、西龙观村、文侯村、乔家庄村、赵家庄村、吴南社村、峰南村、西路家庄村、见喜村、董和村、东官村、西官村、虞城村、普会村、董家庄村、干河村、节义村、牛庄村、史家堡村、北庄村、东堡村、北堡村、申家堡村和东路家庄村。